# Fuentelespino de Moya
Fuentelespino de Moya település Spanyolországban, Cuenca tartományban. Fuentelespino de Moya Algarra, Alcalá de la Vega, Casas de Garcimolina, Moya, Landete, Henarejos, San Martín de Boniches és Campillos-Paravientos községekkel határos. Lakosainak száma 105 fő (2024).

## Népesség
A település népessége az utóbbi években az alábbiak szerint változott:
| Lakosok száma | 143  | 166  | 154  | 153  | 143  | 123  | 118  | 109  | 103  | 105  |
|               | 2001 | 2004 | 2006 | 2009 | 2011 | 2014 | 2016 | 2019 | 2021 | 2024 |